# المرابعة (حبيش)

تعديل مصدري - تعديل

المرابعة محلة تابعة لقرية مروحة، التابعة لعزلة نقيل العقاب بمديرية حبيش إحدى مديريات محافظة إب في الجمهورية اليمنية، بلغ تعداد سكانها 44 حسب تعداد اليمن لعام 2004.